# Череп

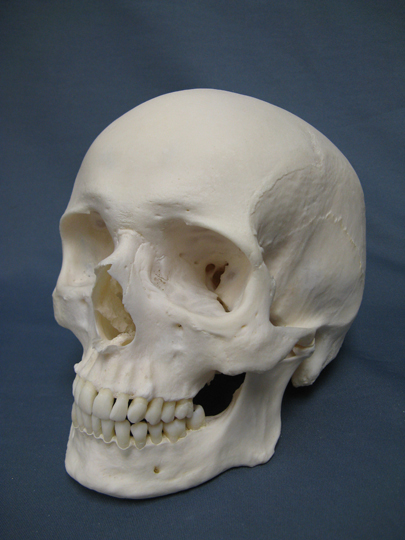
Череп человека

Че́реп (лат. cranium) — костная или хрящевая часть головы у позвоночных животных, каркас головы, защищающий от повреждения наиболее уязвимые органы и служащий местом прикрепления её мягких тканей. Он поддерживает структуры лица и создает защитную полость для головного мозга и хорошо защищённые глазницы для глаз.
У большинства позвоночных представлен двумя частями: нейрокраниум и висцерокраниум (кости или хрящи лицевого черепа).
Череп образует переднюю часть скелета и является продуктом цефализации — вмещает мозг и несколько органов чувств, такие структуры, как глаза, уши, нос и рот.
Английское слово англ. skull, обозначающее череп, вероятно, происходит от skulle, в то время как латинское слово лат. cranium происходит от греческого корня κρανίον (kranion).
Череп млекопитающего состоит из множества сросшихся плоских костей и содержит множество отверстий, ямок, отростков и несколько полостей или пазух. В зоологии в черепе есть отверстия, называемые фенестрами.
Наука, изучающая строение и закономерности развития черепов, называется краниологией.

## Стадии развития
В процессе своего формирования костный череп млекопитающих проходит три стадии — соединительнотканную, хрящевую и костную (хрящевой остеогенез).

## Функции
- защита головного мозга;
- размещение и фиксация зубов (или бивней - видоизменëнных зубов у многих млекопитающих), языка и жевательных мышц;
- фиксация расстояния между глазными яблоками для обеспечения стереоскопического зрения, и защита глаз от механических воздействий;
- фиксация расположения ушей для возможности оценки направления и расстояния источника звука, защита органов внутреннего уха;
- (у некоторых животных) несет на себе рога, которые прикрепляются к лобной кости;
- фиксация расположения органов обоняния и дыхания (носа).
- (у людей) структура для прикрепления лицевых мышц, ответственных за мимику

## Структура

### Люди
Череп состоит из двух отделов: висцерального (лицевого) и мозгового (черепная коробка). Причём у человека, в отличие от животных, мозговой череп значительно преобладает над лицевым. Все кости черепа, кроме нижней челюсти и подъязычной кости, соединены неподвижным соединением.

#### Кости

Компьютерная томография человеческого черепа в 3D

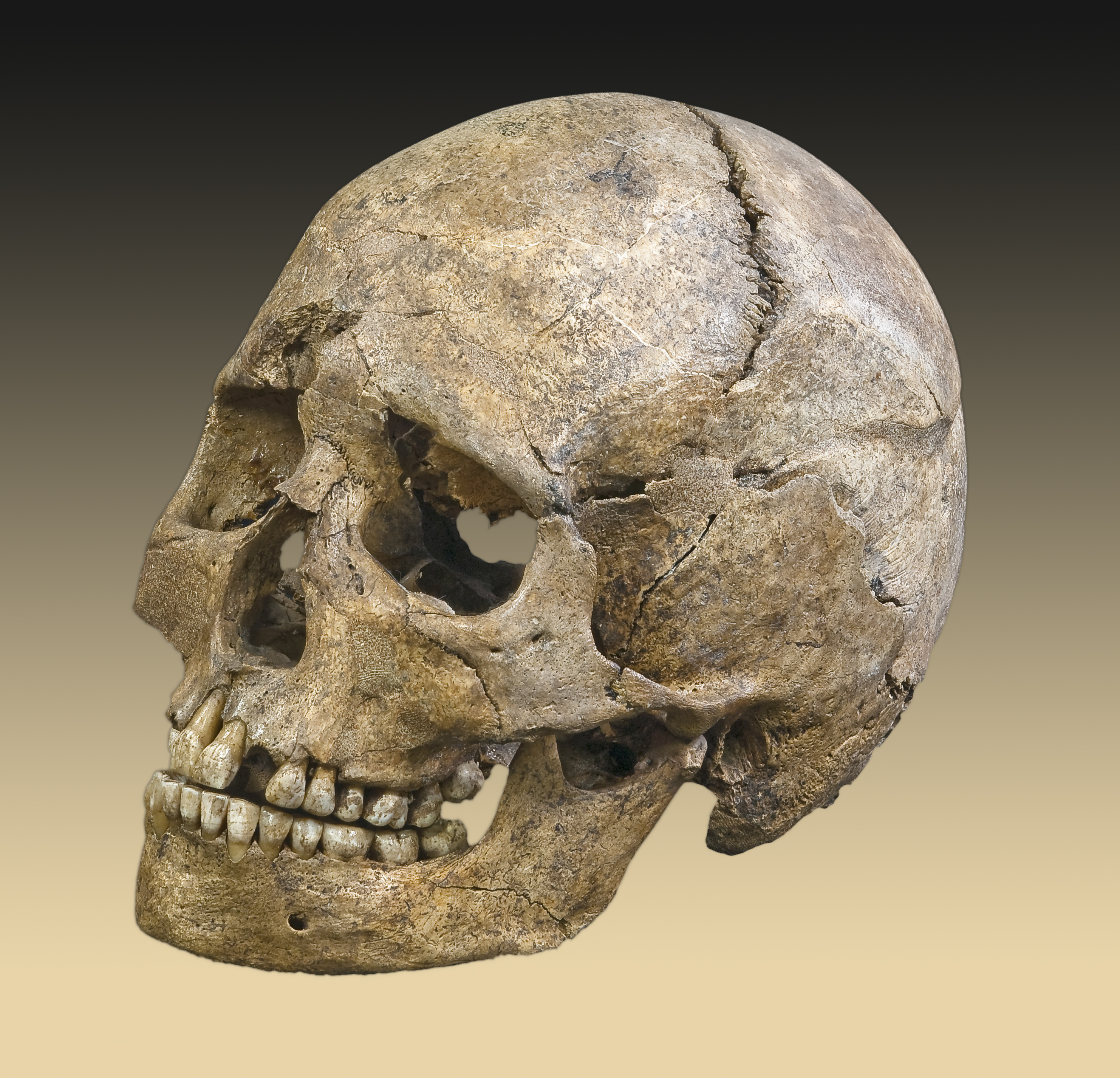
Череп человека, обычно означающий смерть

Считается, что человеческий череп состоит из двадцати двух костей — шести костей мозгового черепа и девяти костей лицевого скелета. В нейрокраниуме это затылочная кость (лат. os occipitale), две височные кости (лат. os temporale), две теменные кости (лат. os parietale), клиновидная (лат. os sphenoidale), решётчатая (лат. os ethmoidale) и лобная кости (лат. os frontale)
Костями лицевого черепа являются сошник (лат. os vomer), две нижних носовой раковины (лат. concha nasalis inferior), две носовых кости, две челюсти: пара верхнечелюстных костей (лат. maxilla), одна нижняя челюсть (лат. mandibula), две небные кости (лат. os palatinum), две скуловых кости (лат. os zygomaticum), и две кости слёзных (лат. os lacrimale). Некоторые источники включают подъязычную кость (лат. os hyoideum) или три косточки среднего уха, но в целом общее мнение о количестве костей в человеческом черепе двадцать три, включая подъязычную.

#### Полости и отверстия
Череп также содержит пазухи, заполненные воздухом полости, известные как придаточные пазухи носа, и многочисленные отверстия . Пазухи выстланы изнутри слизистой оболочкой (Шнайдерова мембрана). Известные функции пазух — это уменьшение веса черепа, улучшение резонанса голоса, а также согревание и увлажнение воздуха, втягиваемого в носовую полость.
Существуют каналы и отверстия в черепе. Самым большим из них является большое затылочное отверстие, через которое проходит продолговатый и спинной мозг, а также черепные нервы и кровеносные сосуды.

#### Швы черепа
За исключением нижней челюсти, все кости черепа соединены швами — синдесмозами (неподвижными) соединениями костей, при этом волокна Шарпея допускают некоторую гибкость. Чаще всего они обнаруживаются при наложении ламбдовидного шва.
К зубчатым костным швам (лат. suture) относят венечный, сагиттальный и ламбдовидный швы.
Иногда внутри шва могут быть дополнительные кусочки кости, известные как шовные кости. Чаще всего они обнаруживаются при наложении ламбдовидного шва.

### Другие позвоночные

#### лат.Fenestrae

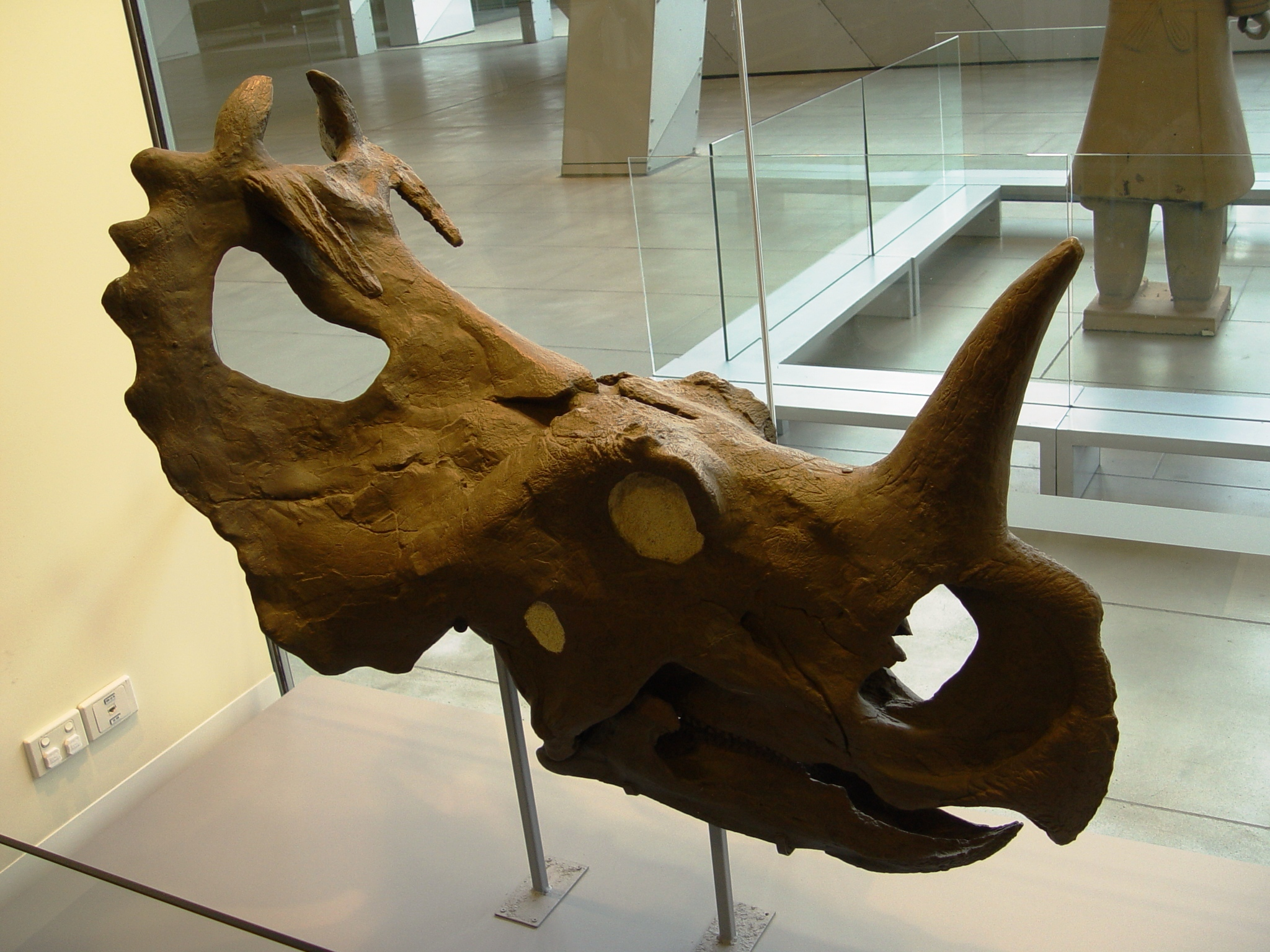
череп центрозавра

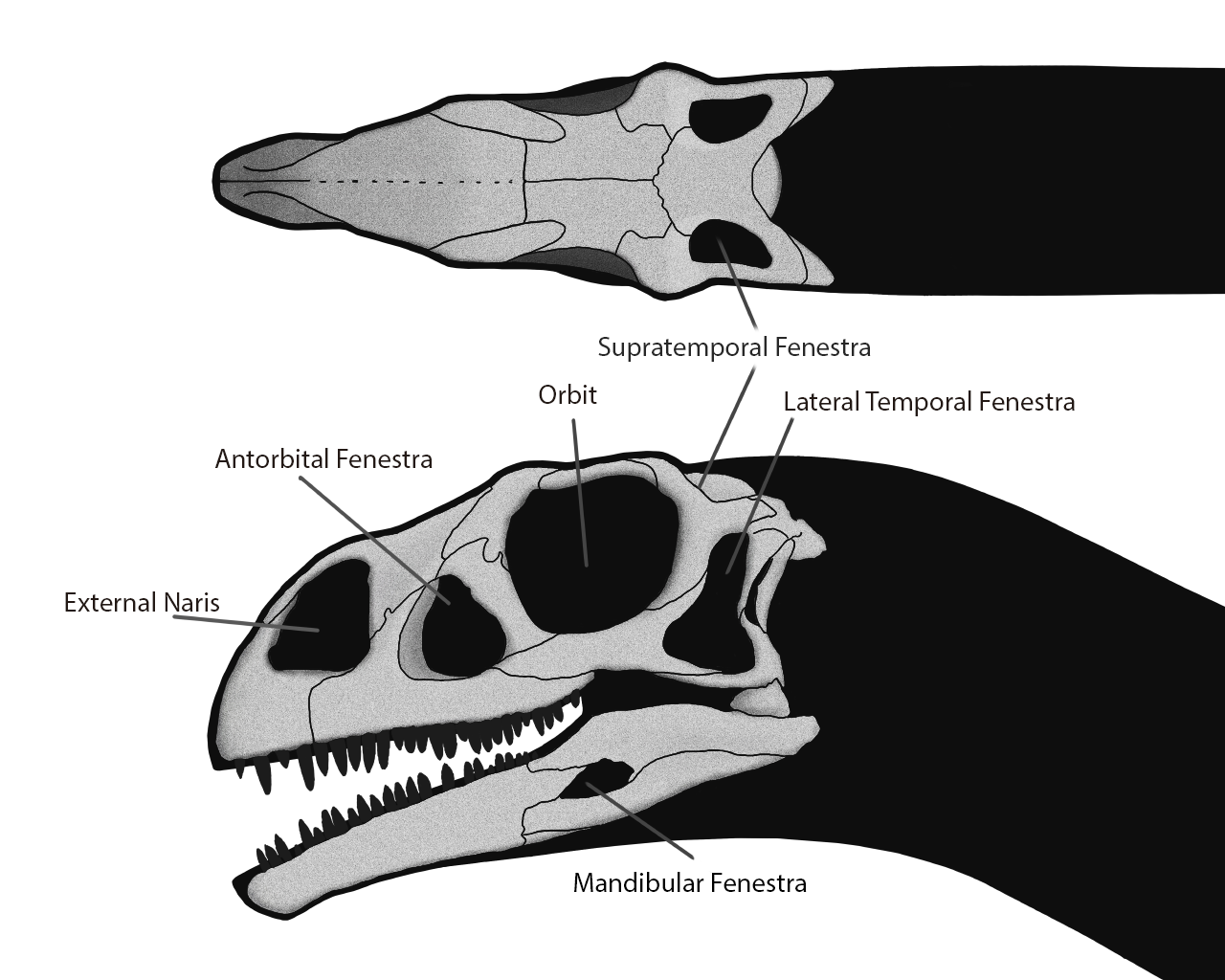
Фенестры в черепе динозавра Массоспондил

| лат. Fenestrae (от латинского окна) являющиеся отверстием в черепе. - Анторбитальная фенестра - Нижнечелюстная отверстие - Квадратно-суставное отверстие - Подплюсневое отверстие, отверстие между двумя частями чешуйчатой кости у некоторых грызунов. - Височное окно |

Анатомические особенности черепов нескольких типов амниота, характеризующихся билатерально симметричными отверстия (fenestrae) в височной кости. В зависимости от происхождения данного животного могут присутствовать две или одна пара височных окон выше или ниже заглазничных и чешуйчатых костей. Верхние височные отверстия также известны как надвисочные отверстия, а нижние височные отверстия также известны как подвисочные отверстия. Наличие и морфология височного окна имеет решающее значение для таксономической классификации синапсидов, частью которых являются млекопитающие.
Предположения связывают это с повышением скорости обмена веществ и увеличением мускулатуры челюсти. У более ранних амниот каменноугольного периода не было височных окон, но были еще две более продвинутые линии: синапсиды (рептилии, похожие на млекопитающих) и диапсиды(большинство рептилий и позднее птиц). Со временем височные отверстия диапсидов и синапсидов стали более видоизмененными и крупными, чтобы сделать укусы более сильным, увеличив количество мышц челюсти. Динозавры, которые являются диапсидами, имеют большие продвинутые отверстия, а их потомки, птицы, имеют видоизмененные височные отверстия. Синапсиды обладают одним фенестральным отверстием в черепе, расположенным позади орбиты. У их потомков, цинодонтов, орбита слилась с фенестральным отверстием после того, как последнее начало расширяться на этапе терапсид . Таким образом, фенестры есть и у большинства млекопитающих.

### Череп рыбы

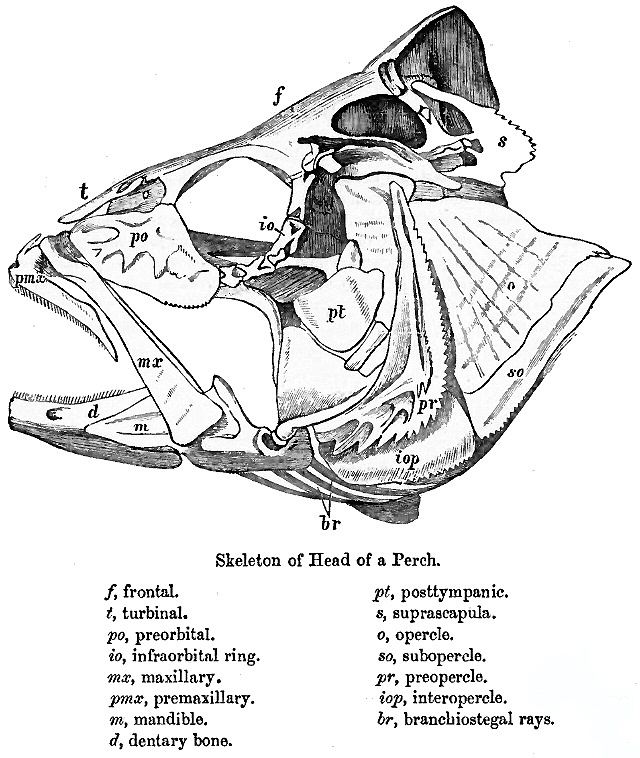
Части головы рыбы, 1889 год, Фауна Британской Индии, сэр Фрэнсис Дэй

Череп рыб состоит из нескольких слабо связанных костей. Миноги и хрящевые рыбы обладают только хрящевым эндокранием, причем как верхняя, так и нижняя челюсти являются отдельными элементами. Костные рыбы имеют дополнительную кожную кость, образующую более или менее связную крышу черепа у двоякодышащих и голостовых рыб.
Более простая структура обнаружена у бесчелюстных рыб, у которых череп обычно представлен желобовидной корзиной из хрящевых элементов, лишь частично охватывающих мозг и связанных с капсулами внутреннего уха и единственной ноздрёй. Что характерно, у этих рыб нет челюстей.

## Развитие черепа

### Мозговой череп
Мозговой череп развивается в ходе филогенеза параллельно с развитием головного мозга. Примитивные животные, не обладающие головным мозгом, не имеют и черепной коробки; зачаточный головной мозг хордовых окружен соединительнотканной оболочкой («перепончатый череп»).
У рыб, обладающих более развитым головным мозгом, формируется защитная коробка; у хрящевых (акуловых) она состоит из хрящевой ткани, а у костистых хрящевую ткань заменяет костная.
Земноводные, вышедшие на сушу, обладают ещё более прочным черепом благодаря дальнейшей замене хрящевой ткани на костную. Это необходимо для защиты, опоры и движения в условиях наземного существования.
С эволюционным развитием позвоночных соединительная и хрящевая ткани мозговой коробки практически полностью заменяются костной. Параллельно с этим меняется и анатомия отдельных костей — уменьшается их число и усложняется строение костей основания черепа за счёт сращения части более простых костей.

### Жаберные дуги и висцеральный череп
Кости лицевого черепа развиваются из жаберных дуг и лобного отростка, ограничивающего сверху ротовую бухту — будущую полость рта. У наземных позвоночных насчитывается 6 жаберных дуг, у человека их 5, причем 5-я жаберная дуга развита плохо (рудиментарная). 1-я жаберная дуга называется нижнечелюстной, 2-я жаберная дуга — подъязычная, 3-5 — жаберными дугами соответственно. В развитии лицевого черепа принимают участие 1-3-я жаберные дуги. Жаберный карман между 1-й и 2-й жаберными дугами у человека дифференцируется в полость среднего уха и слуховую трубу.

## Череп человека
Разница между черепом человека и человекообразных обезьян заключается прежде всего в том, что человеческий череп по своей форме приспособлен к прямохождению. Голова балансирует на позвоночнике, из-за чего шейная мускулатура менее развита, а сам череп тоньше. Передняя часть черепа у человека более плоская, а объём краниальной полости значительно больше, для того, чтобы в него вмещался расширившийся в объёме мозг.

### Формы черепа
- Черепной указатель — стандартные формы черепа
- Акрокефалия — аномальная форма черепа в виде башни

#### В древнетюркской культуре
В период существования тюркских каганатов у тюрок культивировался обычай делать винный кубок из черепа поверженного врага. К примеру, так из черепа византийского императора Никифора болгарский хан приказал сделать винный кубок. Впоследствии, тюркский хан заставлял из него пить славянских старшин в назидании неподчинения. Та же участь постигла много позже с черепом князя Святослава, когда киевский князь был разбит тюрками печенегами на днепровских порогах.

#### В европейской культуре
Череп как символ был распространён в средневековой Европе. Кроме появления на картинах (например, Апофеоз войны) и в качестве составного материала скульптур, черепа использовались как чаши, в качестве подсвечников и др. предметов. В произведении «Мастер и Маргарита» упоминается об использовании Воландом стилизованного черепа в качестве кубка.

#### В индуизме и буддизме
В тантрических направлениях индуизма и буддизма череп (санскр. मुण्ड IAST: 	muṇḍa, мунда) и чаша, сделанная из верхней половины черепа (санскр. कपाल IAST: kapāla, капала), является одной из важных составляющих ритуальных практик.

## Иллюстрации

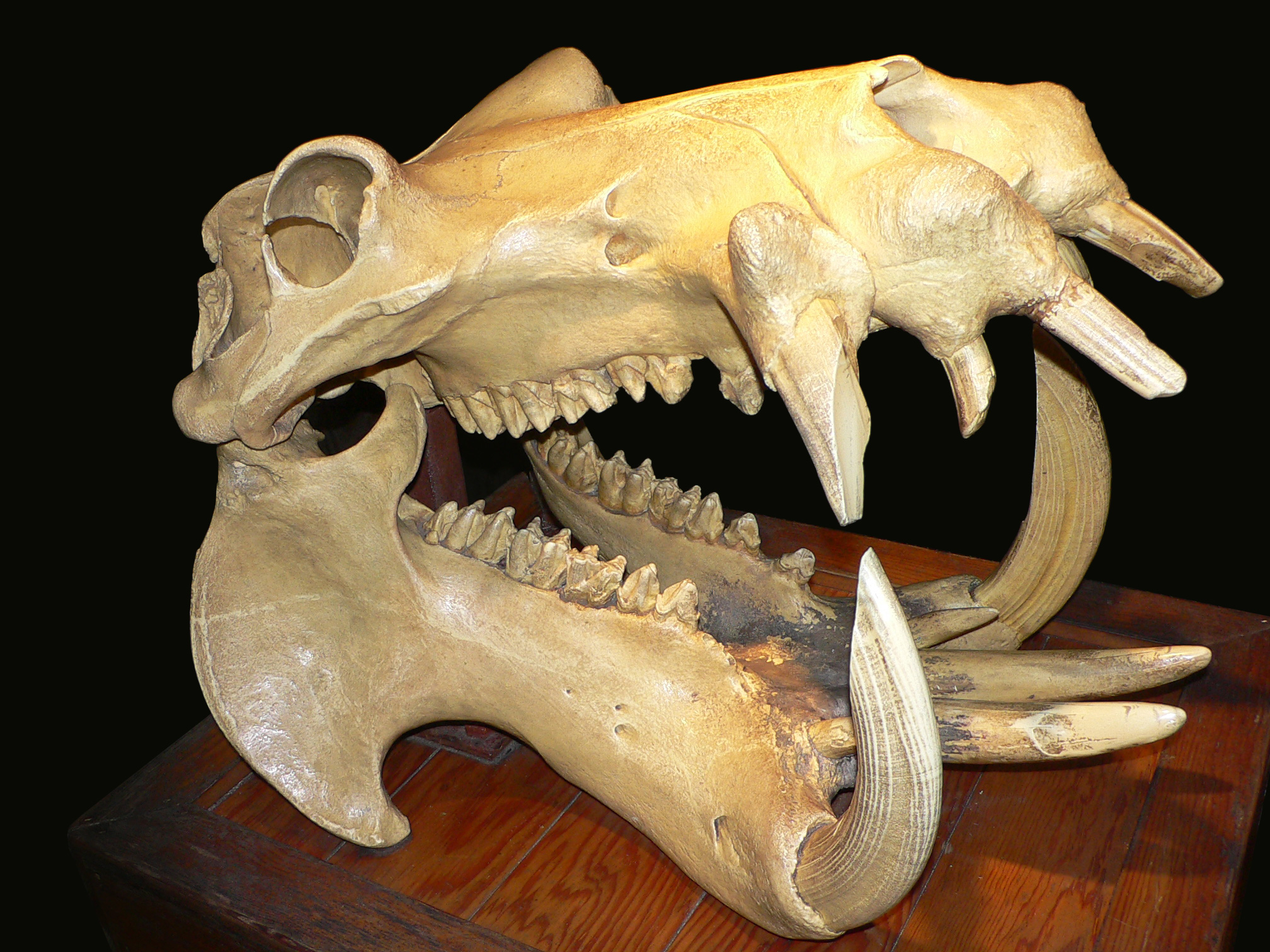
Череп гиппопотама
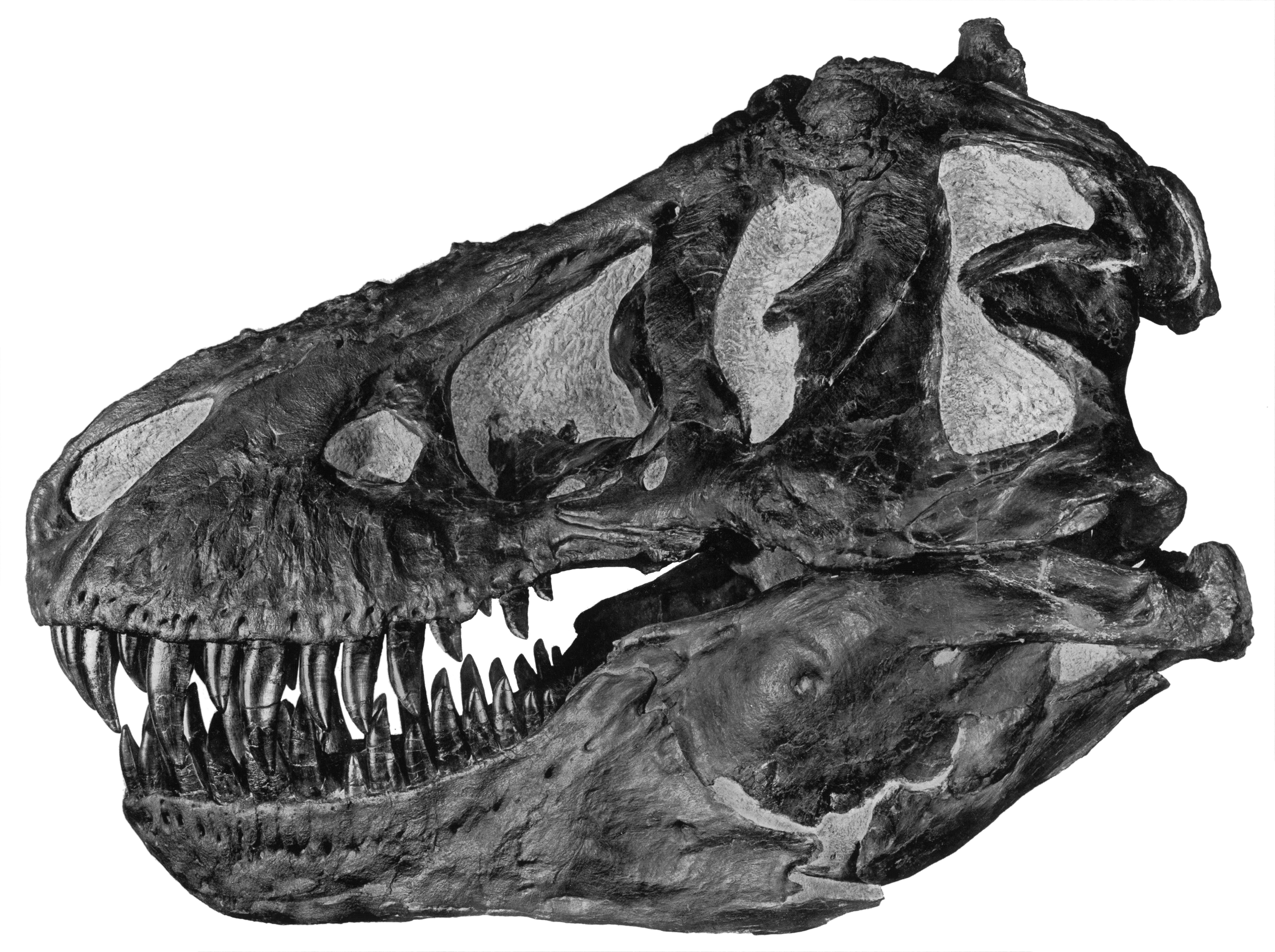
Череп тираннозавра
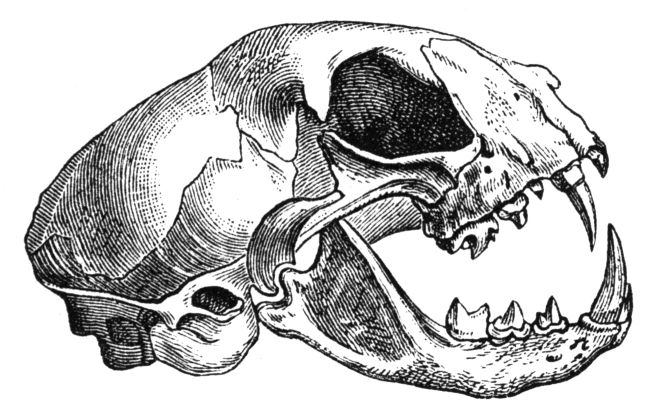
Кот. Типичный череп представителя хищных млекопитающих
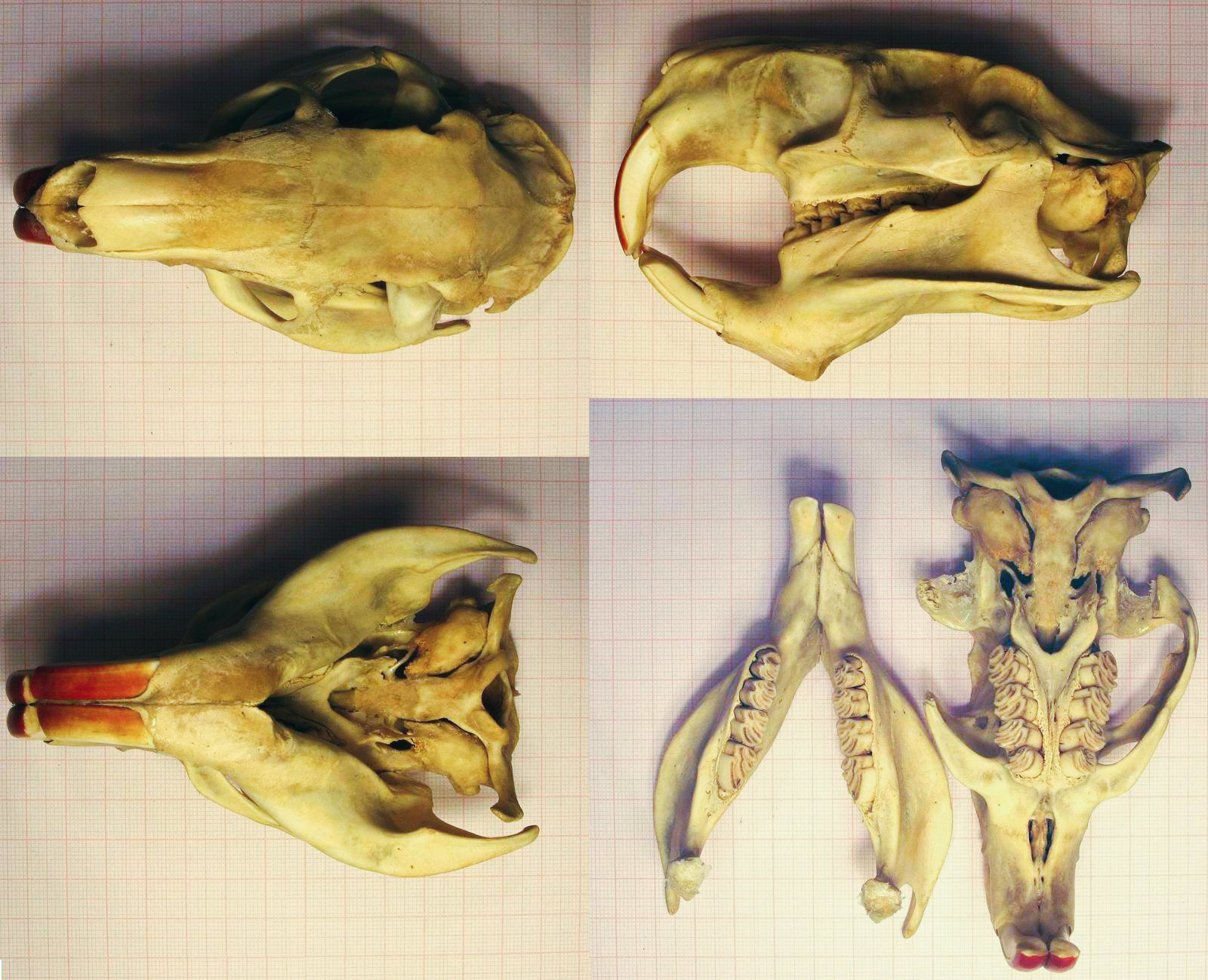
Череп нутрии - типичного грызуна
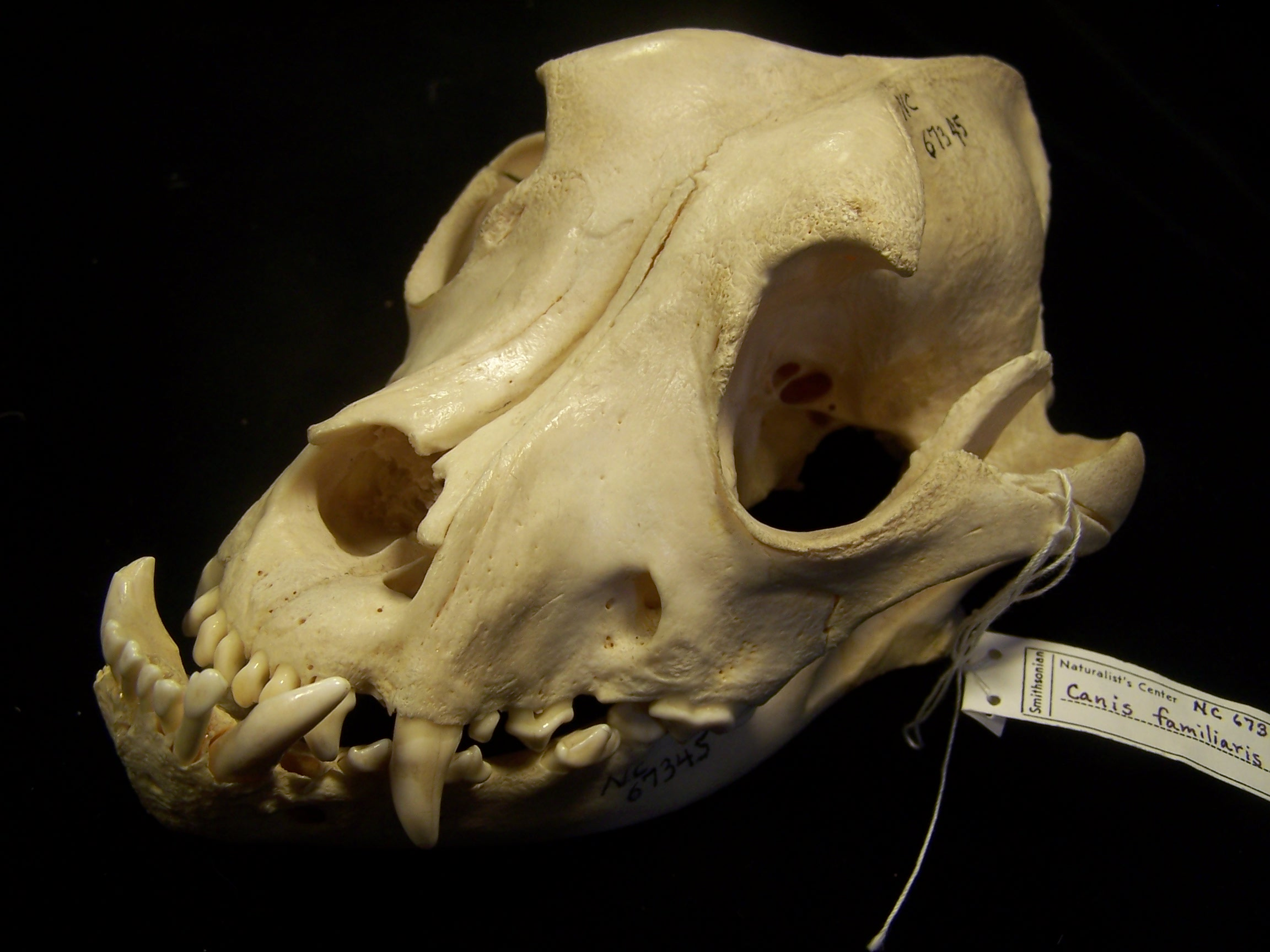
Череп бульдога
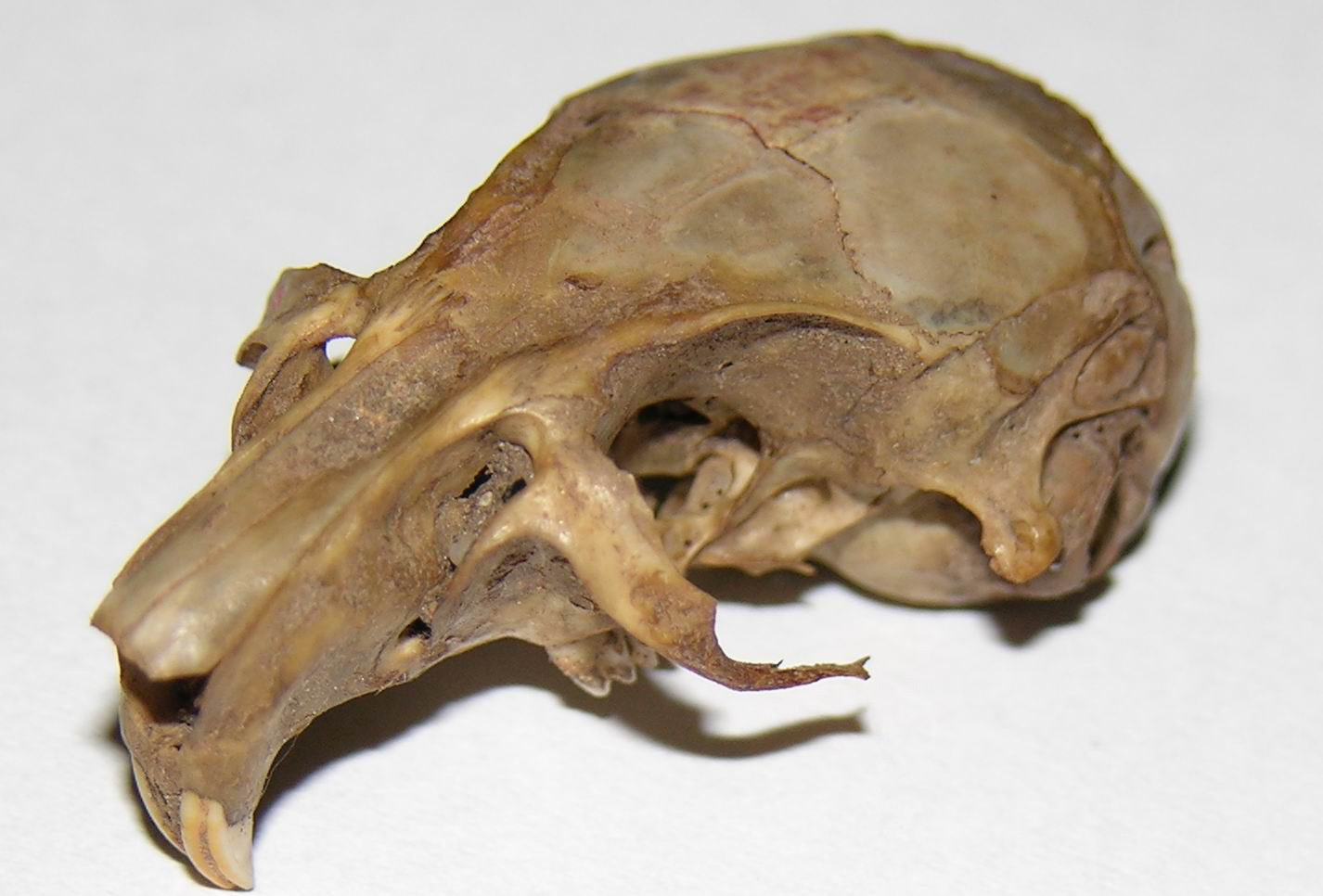
Череп песчанки
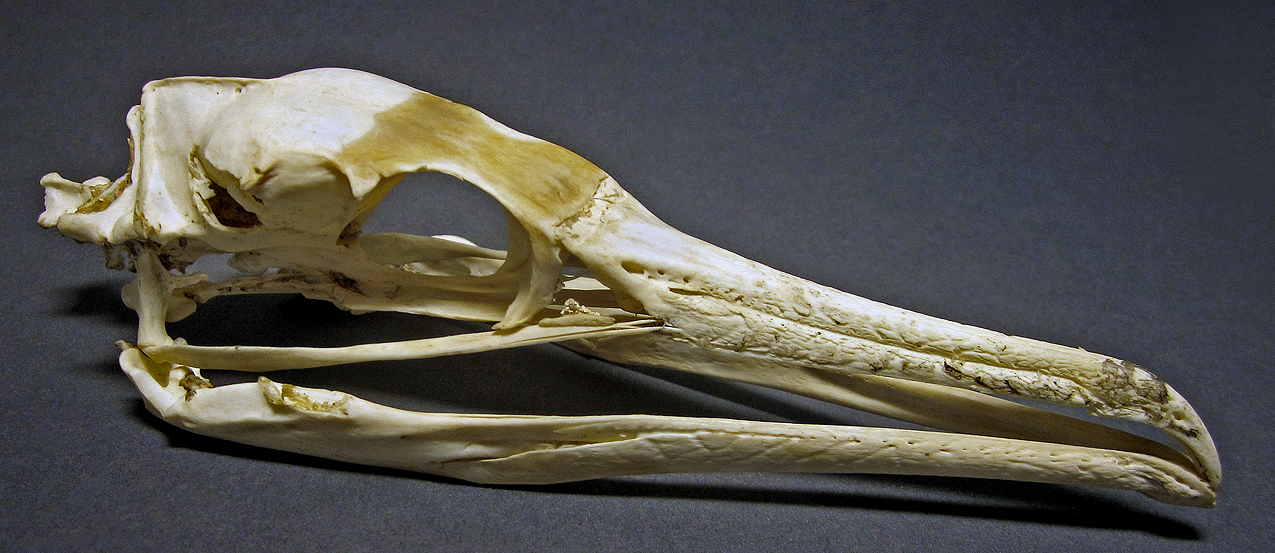
Phalacrocorax carbo.